# Капнист, Семён Васильевич
Семён Васильевич Капнист (1791—19 сентября (1 октября) 1844) — член декабристской организации «Союз благоденствия» (1818—1821). Поэт-любитель, член Вольного общества любителей словесности, наук и художеств (1820).

## Биография
Происходил из дворян Екатеринославской губернии. Отец — полтавский губернский предводитель дворянства писатель Василий Васильевич Капнист, мать — Александра Алексеевна Дьякова (сестра Марии Львовой и Дарьи Державиной). Имел братьев Алексея и Ивана.
В службу вступил в комиссию прошений 8 июля 1814 года, 13 сентября 1814 — коллежский регистратор, 20 февраля 1815 — губернский секретарь, 1 августа того же года — коллежский секретарь. Секретарь Патриотического общества, за что был представлен тайным советником князем Голицыным к чину титулярного советника (20 июля 1816).18 февраля 1818 года вступил в Государственную канцелярию протоколистом, 19 августа — младший письмоводитель, 20 июля 1820 —коллежский асессор, 5 апреля 1822 года — при отставке получил чин надворного советника.
5 декабря 1819 года получил свидетельство о выдержанных испытаниях в Харьковском университете.
В 1818—1821 годах состоял член Союза благоденствия. Вместе с братом Алексеем был участником диспутов о будущих путях развития России, которые проходили в имении отца в Обуховке и были посещаемы Пестелем и Муравьёвым-Апостолом. Позднее ни в одном из тайных обществ не состоял, поэтому Высочайшее приказано оставить без внимания.
27 июля 1824 года чиновник особых поручений при новороссийском генерал-губернаторе с чином коллежского асессора (до 19 июня 1826 года). 6 ноября 1826 года — чиновник для особых поручений Малороссийского военного губернатора; 31 декабря 1828 года вновь получил чин надворного советника. С 1829 по 1838 годы несколько раз избирался кременчугским уездным предводителем дворянства. С 18 августа 1838 года — директор училищ  Полтавской губернии и Полтавской гимназии; кроме того, с 29 октября — инспектор классов Полтавского института благородных девиц.
Согласно некрологу в Полтавских "Губернских ведомостях", Семён Васильевич Капнист скончался 19 сентября 1844 года после кратковременной болезни, от удара в лёгких.

## Державин
В 1813 году произошло сближение молодого Капниста с Гавриилом Романовичем Державиным, который был женат на его тётке. Ходасевич писал в биографии поэта:

Ближайшим следствием поездки было то, что Державин определил на службу двух сыновей Капниста, Ивана и Семёна. В конце года они приехали в Петербург и, разумеется, поселились в державинском доме. Им отвели во флигеле те покойчики, где ранее жили сестры Львовы. Один из молодых Капнистов, Семен Васильевич, пописывавший стихи, тотчас сделался любимцем Державина и отчасти секретарем — насколько ему позволяла служба.
Софья Васильевна Капнист в своих воспоминаниях отмечала: «Они все вместе жили в доме дяди нашего Г. Р. Державина, который до того любил их всех, и в особенности старшего брата моего Семена, что, не имея детей, некоторое время имел намерение его усыновить»
Эта дружба продолжалась до самой смерти Державина в 1816 году. В последний день своей жизни он писал письмо Семёну Васильевичу, к которому по приказу Дарьи Алексеевны была сделана приписка: «P. S. Тетенька ещё приказала вам написать, что дяденьке нет лучше, и просит вас, чтобы вы, или кто-нибудь из братцев ваших, по получении сего письма, поспешили приехать на Званку, как можно скорее».

## Литературная деятельность
Семён Васильевич, как и отец, занимался литературной деятельностью. В 1818 году стал сотрудником «Журнала древней и новой словесности», который издавал В. Н. Олин. 4 марта 1820 года был избран действительным членом по части словесности Вольного общества любителей словесности, наук и художеств.
Как ты — друзьям моим

Быть другом неизменным,

Как ты — любить родимый край

И благу общества век жертвовать собою
В 1828 году в «Трудах общества любителей российской словесности при имп. Московском университете» было опубликовано стихотворение Капниста «Сын на могиле отца» (с подзаголовком «Друзьям отца моего»), написанное в 1823 году.

## Семья
Жена (с 20 августа 1824 года) — Елена Ивановна Муравьева-Апостол (01.05.1792—13.04.1855), дочь сенатора Ивана Матвеевича Муравьёва-Апостола и сестра декабристов:  Матвея, Сергея и Ипполита. По рассказам Софьи Скалон, «в  будущей спутнице жизни своей брат находил все, чего желал и что составляет семейное счастье; хотя она не была красавицей, как старшие сестры её, но душа её была прекрасна, и она впоследствии оправдала в полной мере общее мнение о себе, — была отличной матерью, доброй женой и истинно добродетельной женщиной». Умерла от тифа в Петербурге, похоронена в Александро-Невской лавре. В браке родились дети (с 15 января 1876 года носили титул графов):
- Анна (1825—?) — замужем за Алексеем Алексеевичем Воейковым;
- Александра (1826—1872) — замужем за Григорием Ивановичем Огневым;
- Елизавета (1828—?) — замужем (с 08.11.1864, Веймар) за австрийским подданным художником исторической живописи  Петром Роем (1819— ?);
- Василий (1830—?) — с 1872 года женат на Марии Александровне Вегенер (1845—?),
- Елена (1832—12.12.1907), замужем не была, умерла в Париже от воспаления легких, похоронена на кладбище Пер-Лашез[14].
- Иван (1834—27.11.1910), скончался от паралича мозга в Париже, похоронен там же на кладбище Пер-Лашез[15].
- Сергей (1840—1846).

## Награды
- Орден Святого Владимира IV степени (28 октября 1838);
- 20 мая 1835 года награждён бриллиантовым перстнем за труды по обеспечению народного продовольствия в Полтавской губернии во время неурожаев 1833 и 1834 гг..;
- 20 ноября 1839 года — бриллиантовый перстень за труды по должности инспектора.